# Umaro Sissoco Embaló
Umaro Sissoco Embaló (ur. 23 września 1972 w Bissau) – gwinejski polityk, premier Gwinei Bissau w latach 2016–2018, prezydent Gwinei Bissau od 2020. 

## Życiorys
Umaro Sissoco Embaló urodził się w 1972 w Bissau. Ukończył studia licencjackie w dziedzinie stosunków międzynarodowych na Universidade Técnica de Lisboa w Lizbonie oraz studia magisterskie w zakresie nauk politycznych i społecznych na Uniwersytecie Complutense w Madrycie. W czasie swojej działalności politycznej był doradcą w gabinecie prezydenta, premiera i przewodniczącego parlamentu, a w 2012 pełnił funkcję ministerialną. 
Po dymisji premiera Baciro Djá 9 listopada 2016, prezydent José Mário Vaz mianował go 18 listopada 2016 nowym szefem rządu i tego samego dnia zaprzysiągł na stanowisku. Jego nominacja miała być rezultatem porozumienia politycznego z września 2016, mającym zakończyć spór o obsadę stanowiska szefa rządu w podzielonej na tym tle od sierpnia 2015 Afrykańskiej Partii Niepodległości Gwinei i Wysp Zielonego Przylądka (PAIGC). Jednakże część PAIGC, skupiona wokół byłego premiera Domingosa Simoesa Pereiry, nie wyraziła poparcia dla Embaló i odmówiła wejścia w skład jego rządu.
29 grudnia 2019 zwyciężył w wyborach prezydenckich zdobywając 53,5% głosów. W drugiej turze wyborów jego rywalem był Domingos Simoes Pereira. Pereira zaskarżył wyniki wyborów twierdząc, że doszło do oszustw podczas głosowania. Sąd Najwyższy odrzucił jednak jego skargę.

## Odznaczenia
- Order Amílcara Cabrala I klasy (Republika Zielonego Przylądka, 2021)[7]
- Order Odrodzenia I klasy (Jordania, 2023)[8]
- Wielki Łańcuch Orderu Infanta Henryka (Portugalia, 2023)[9]
- Wielki Łańcuch Orderu Timor-Leste (Timor Wschodni, 2023)[10]
- Order Wielkiej Gwiazdy Dżibuti (Dżibuti, 2024)[11]
- Wielki Oficer Legii Honorowej (Francja, 2024)[12]
- Order Zayeda (Zjednoczone Emiraty Arabskie, 2025)[13]